# Росмак
Росмак (англ. Rosmuck, также Ros Muc; ирл. Ros Muc) — деревня в Ирландии, находится в графстве Голуэй (провинция Коннахт). Является частью Гэлтахта.